# Willy Schäfer (håndboldspiller)
Willy Schäfer (30. april 1913 – 16. oktober 1980) var en schweizisk håndboldspiller som deltog under Sommer-OL 1936.
Han var en del af det schweiziske håndboldlandshold, som vandt en bronzemedalje. Han spillede i en kamp.